# فلزات سنگین در خاک
فلزات سنگین در خاک کتابی به نویسندگی برایان‌جی. الووی است که توسط امیر فتوت ترجمه و در سال ۱۳۹۷ توسط نشر دانشگاه فردوسی مشهد به زبان فارسی منشتر شد. این کتاب در زمینه کشاورزی بودهو در زمستان ۱۳۹۸ به عنوان کتاب برگزیده سال برنده جایزه کتاب سال در رشته مهندسی کشاورزی شد.
در سال ۱۳۹۶ کتاب فلزات سنگین در خاک به عنوان یکی از کتب برگزیده سی و هفتمین دوره کتاب سال ایران در تالار وحدت با حضور رئیس‌جمهور، حسن روحانی اعلام شد.

## جوایز
- کتاب برگزیده سال ۱۳۹۸[۸]